# Super Nintendo Classic Edition

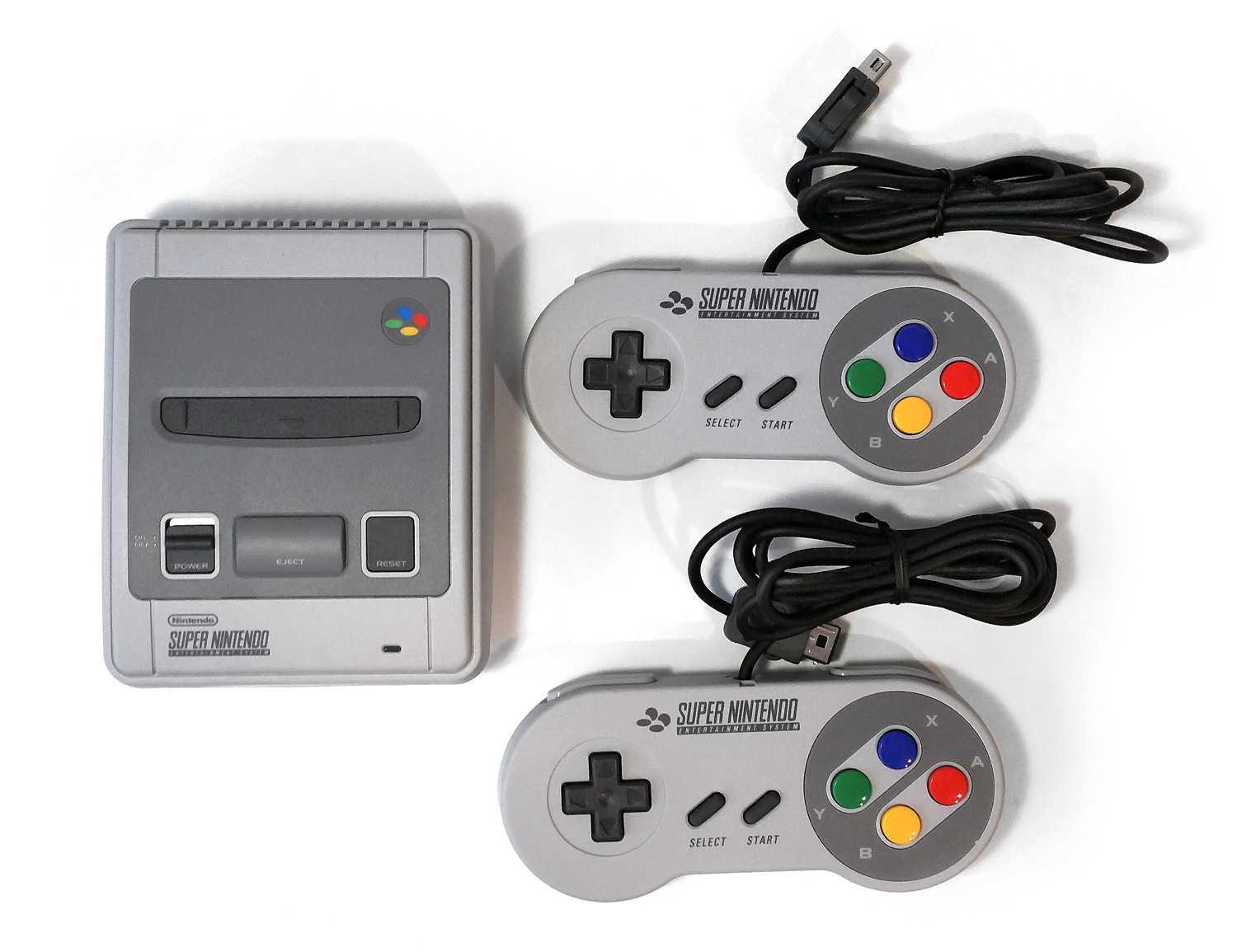
Variante europeia / australiana do Super NES Classic Edition (à esquerda) junto a dois controles do mesmo (à direita).

Super Nintendo Entertainment System Classic Edition, ou SNES Classic Edition, ou Super FamiCom, conhecido como Nintendo Classic: Super Nintendo Entertainment System na Europa e Austrália e o Nintendo Classic Mini: Super Famicom (ニンテンドークラシックミニ スーパーファミコン)  no Japão, e também coloquialmente o SNES mini ou SNES Classic, é um console de videogame doméstico dedicado lançado pela Nintendo, que emula o Super Nintendo Entertainment System, sendo um sucessor do NES Classic Edition. O console vem com 21 títulos do SNES pré-instalados, incluindo o primeiro lançamento oficial de Star Fox 2 . Ele foi lançado na América do Norte e na Europa em 29 de setembro de 2017.

## Hardware

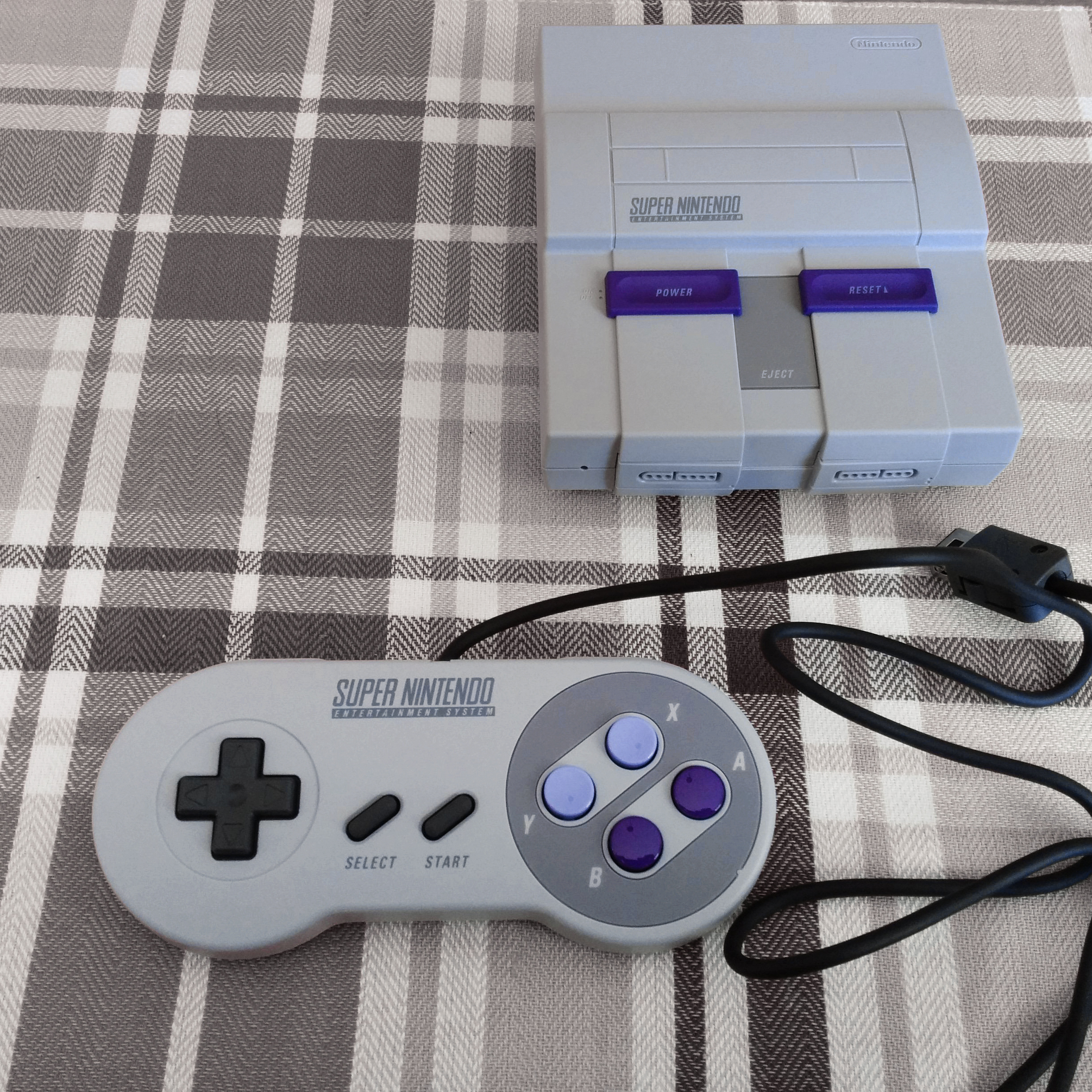
Versão americana do Super Nintendo Classic Edition

O console é distribuído em três variações, apresentando o design exclusivo dos sistemas originais lançados no Japão, América do Norte e Europa, respectivamente. Enquanto o lançamento norte-americano apresenta uma aparência baseada no design cinza e roxo de ângulo reto do SNES, os lançamentos da região do Japão e Europa são modelados de acordo com o design do Famicom/SNES de borda arredondada, originalmente lançado nessas regiões .
Internamente, o console usa um system on a chip com quatro unidades de processamento central, uma unidade de processamento gráfico ARM Mali GPU 400 MP2 e 512 MB de armazenamento flash e 256 MB de memória DDR3. O mesmo hardware foi usado no produto anterior, o NES Classic Edition.
O sistema possui saída de vídeo Interface de Multimédia de Alta Definição 720p/60 Hz e duas entradas para controles; dois controles de SNES com fio são fornecidos com o sistema. As entradas de controles estão escondidas atrás de uma aba frontal falsa que foi projetada para se parecer com as entradas de controles do SNES original. Da mesma forma que os controles do predecessor, os controles do SNES Edição Clássica possuem conectores que podem ser inseridos no Wii Remote e ser usados para jogar SNES no Wii e no Wii U Virtual Console . O controle clássico do Wii também é compatível com o SNES Edição Clássica. Embora o controle do NES Edição Clássica seja tecnicamente funcional com o SNES Edição Clássica, a jogabilidade é impraticável na maioria dos jogos devido à ausência dos botões de face X e Y e dos botões de ombro.
O console usa o sistema operacional Linux e roda um conjunto de emuladores desenvolvidos pela Nintendo da Europa Pesquisa e Desenvolvimento (NERD). Esses emuladores fornecem a compatibilidade básica com o sistema SNES, e para jogos específicos, chipsets que foram incluídos nos cartuchos, como o chip Super FX usado para Star Fox .
O SNES Edição Clássica inclui dois controles com cabos de 1,5 metros, corrigindo assim as reclamações sobre o curto cabo de menos de um metro fornecidos no NES Clássico.

### Hack
Um usuário anônimo que descobriu anteriormente um meio de hackear o NES Classic Edition descobriu uma capacidade de hackear semelhante para instalar jogos do SNES adicionais na unidade. Nem todos os jogos SNES podem funcionar devido à falta de emulação de sets de chip de cartucho personalizado.

## Jogos
O microconsole contém 21 jogos integrados. Isso inclui Star Fox 2, uma sequência de Star Fox que foi cancelada quase no final de seu desenvolvimento em 1996. Embora a Nintendo não tenha dado nenhuma palavra oficial sobre o cancelamento, o desenvolvedor Dylan Cuthbert disse que a Nintendo temia a aparência de Star Fox 2 em comparação com jogos semelhantes nos consoles PlayStation e Sega Saturn mais avançados. Os jogadores podem desbloquear Star Fox 2 no SNES Classic ao concluir o primeiro nível de Star Fox .
Apesar do fato de que os shells de hardware são diferentes, ambas as edições ocidentais do microconsole apresentam software idêntico e todos os jogos incluídos são baseados em suas localizações americanas, rodando a 60   Hz, semelhante ao NES Classic Edition. Consequentemente, os jogos que originalmente tinham títulos diferentes nas regiões PAL agora usam seus respectivos apelidos americanos, como Contra III: The Alien Wars (originalmente Super Probotector: Alien Rebels ), Star Fox (originalmente Starwing ) e Kirby Super Star (originalmente Kirby's Fun Pak ).
Dos 21 títulos incluídos, 16 são comuns a todas as regiões, enquanto os cinco restantes são exclusivos do Japão ou da América do Norte / PAL, respectivamente.
| Jogos                                       | NA / PAL | Japão |
| ------------------------------------------- | -------- | ----- |
| Contra III: The Alien Wars                  | Yes      | Yes   |
| Donkey Kong Country                         | Yes      | Yes   |
| EarthBound                                  | Yes      | Não   |
| F-Zero                                      | Yes      | Yes   |
| Final Fantasy VI                            | Yes      | Yes   |
| Fire Emblem: Mystery of the Emblem          | Não      | Yes   |
| Kirby Super Star                            | Yes      | Yes   |
| Kirby's Dream Course                        | Yes      | Não   |
| The Legend of the Mystical Ninja            | Não      | Yes   |
| The Legend of Zelda: A Link to the Past     | Yes      | Yes   |
| Mega Man X                                  | Yes      | Yes   |
| Panel de Pon                                | Não      | Yes   |
| Secret of Mana                              | Yes      | Yes   |
| Star Fox                                    | Yes      | Yes   |
| Star Fox 2                                  | Yes      | Yes   |
| Street Fighter II Turbo: Hyper Fighting     | Yes      | Não   |
| Super Castlevania IV                        | Yes      | Não   |
| Super Ghouls 'n Ghosts                      | Yes      | Yes   |
| Super Mario Kart                            | Yes      | Yes   |
| Super Mario RPG: Legend of the Seven Starrs | Yes      | Yes   |
| Super Mario World 2: Yoshi's Island         | Yes      | Yes   |
| Super Mario World                           | Yes      | Yes   |
| Super Metroid                               | Yes      | Yes   |
| Super Punch-Out!!                           | Yes      | Não   |
| Super Soccer                                | Não      | Yes   |
| Super Street Fighter II                     | Não      | Yes   |
|                                             |          |       |

## Liberação
O Super NES Classic Edition foi revelado em 26 de junho de 2017, como o sucessor do popular NES Classic. A Nintendo anunciou que o sistema viria com 21 jogos Super Nintendo, incluindo o inédito Star Fox 2 . Ele foi lançado na América do Norte em 29 de setembro de 2017 com um preço de $ 79,99.

### Crítica de disponibilidade
Com o lançamento do NES Classic Edition, a Nintendo foi fortemente criticada pela falta de disponibilidade do console , que atingiu níveis de popularidade para os quais não estava totalmente preparado. Em 21 de julho de 2017, o console foi disponibilizado por engano para encomenda no Walmart nos Estados Unidos devido a uma "falha técnica" e todas as encomendas foram canceladas em 26 de julho, levando a críticas generalizadas entre a imprensa de jogos. A PC Magazine classificou a situação como "mal tratada pelo Walmart" e disse que a disponibilidade futura do console "não parecia boa". O USGamer considerou a tentativa de obter um Super NES Classic Edition um "pesadelo acordado" e afirmou que a disponibilidade provavelmente seria tão baixa quanto o NES Classic, dizendo que a situação era "porque não podemos ter coisas boas".  A GameSpot afirmou que houve "poucas palavras frustrantes" da Nintendo sobre quando as pré-encomendas seriam disponibilizadas. A Nintendo não fez comentários sobre a situação.
Em 22 de agosto de 2017, as pré-encomendas foram oficialmente abertas em vários varejistas importantes, fazendo com que muitos de seus sites travassem antes que os clientes pudessem comprar o sistema, bem como em locais físicos de GameStop em quantidades limitadas, que também se esgotaram rapidamente em uma primeira venha, primeiro a ser servido . O site da Target tornou-se "defeituoso", removendo os itens dos carrinhos dos usuários,  e as pré-encomendas do Walmart esgotaram em menos de um minuto. Isso levou a Nintendo of America a ser criticada como "inepta ou dissimulada", e que eles contribuíram para uma situação "caótica".
A Polygon também confirmou que o bot de internet Tai Ding estava sendo usado para pré-encomendar sistemas rapidamente antes que os humanos tivessem a chance de encomendá-los, o que estava provando ser um sucesso devido à falta de CAPTCHAs nos sites das lojas. Os cambistas logo inundaram o eBay com listas de pré-venda, algumas com marcações de mais de 300%.
Reggie Fils-Aimé declarou em setembro de 2017 que as pessoas não deveriam comprar pré-encomendas do SNES Classic de cambistas e sugeriu que o SNES Classics estaria prontamente disponível. Ele afirmou ainda que a empresa não estava tentando criar uma escassez artificial, dizendo que os problemas com as encomendas estavam "fora do nosso controle".  A Nintendo também afirmou que haveria mais SNES Classics disponíveis no dia do lançamento do que toda a quantidade de NES Classics que foram enviados em 2016, e que os envios continuariam em 2018 ao contrário do originalmente planejado devido à alta demanda.
Com o Super NES Classic Edition, a Nintendo disse originalmente que, embora estivesse preparada para produzir significativamente mais Super NES Classics do que NES Classics, a produção seria interrompida no final de 2017. Devido à grande demanda, a Nintendo mudou seus planos, com o CEO da Nintendo of America, Reggie Fils-Aimé, confirmando a produção contínua do sistema ao longo de 2018, ao mesmo tempo que anunciava o retorno do NES Classic em 2018, que muitas pessoas não conseguiram depois que os cambistas compraram massas deles e os revendeu por muito mais do que seu MSRP. Fils-Aimé também desencorajou os consumidores a comprar desses cambistas e disse que haveria bastante estoque tanto da NES quanto da SNES. Em maio de 2018, a Nintendo of America anunciou via Twitter que ambos os consoles estariam em estoque durante o segundo semestre de 2018, com o NES Classic retornando às lojas em 29 de junho.
Em 13 de dezembro de 2018, Reggie Fils-Aimé afirmou que as edições NES e SNES Classic não serão reabastecidas após a temporada de festas de 2018, nem a Nintendo prevê a produção de qualquer versão semelhante de minicontrolador de seus outros consoles domésticos no futuro.

## Recepção
Apesar de criticar levemente sua biblioteca de títulos e questões herdadas do NES Classic, Jonathon Dornbush do IGN elogiou os recursos e a diversão do Super NES Classic. A Eurogamer elogiou a biblioteca de jogos, a seleção de artes de fronteira, o dimensionamento aprimorado em relação ao NES Classic Mini e o suporte de 60 Hz, bem como o fato de que agora existem dois controladores com cabos mais longos no escopo de entrega em contraste com o NES Classic Mini. A Eurogamer também afirmou que a emulação do SNES Classic Mini é superior à do Console Virtual .  IGN avaliou o SNES Classic Mini em 8,5 de 10 pontos, elogiando os jogos incluídos, a qualidade da imagem, os cabos mais longos e o recurso de retrocesso.

### Vendas
O SNES Mini vendeu 368.913 cópias nos primeiros quatro dias à venda no Japão. No final de outubro de 2017, vendeu mais de 2   milhões de unidades em todo o mundo. Em seu relatório do ano fiscal de 2017, encerrado em 31 de março de 2018, o SNES Classic vendeu mais de 5   milhões de unidades. As vendas combinadas das edições NES e SNES Classic em 30 de setembro de 2018 ultrapassaram 10   milhões de unidades.

## Galeria

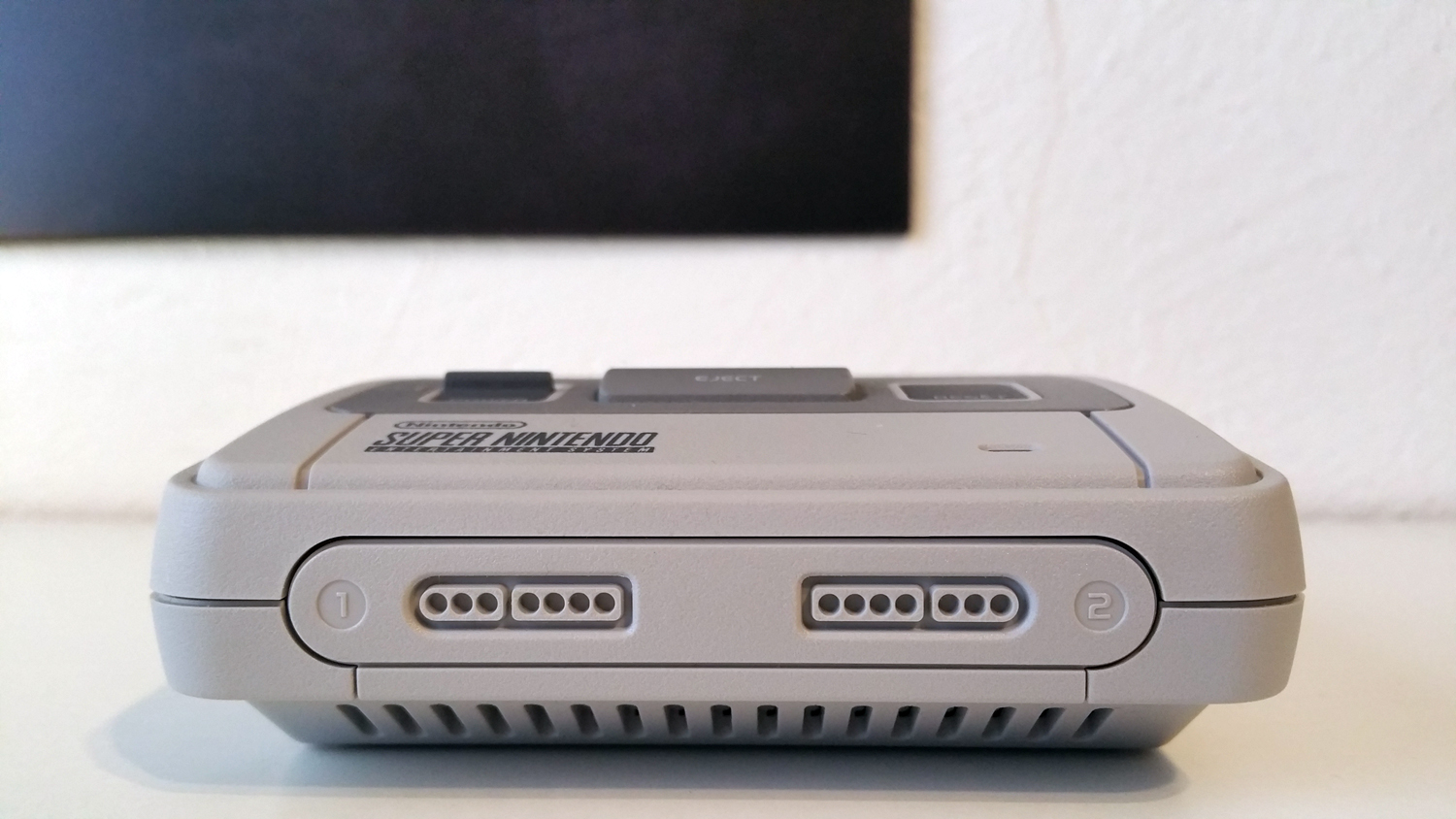
Lado frontal
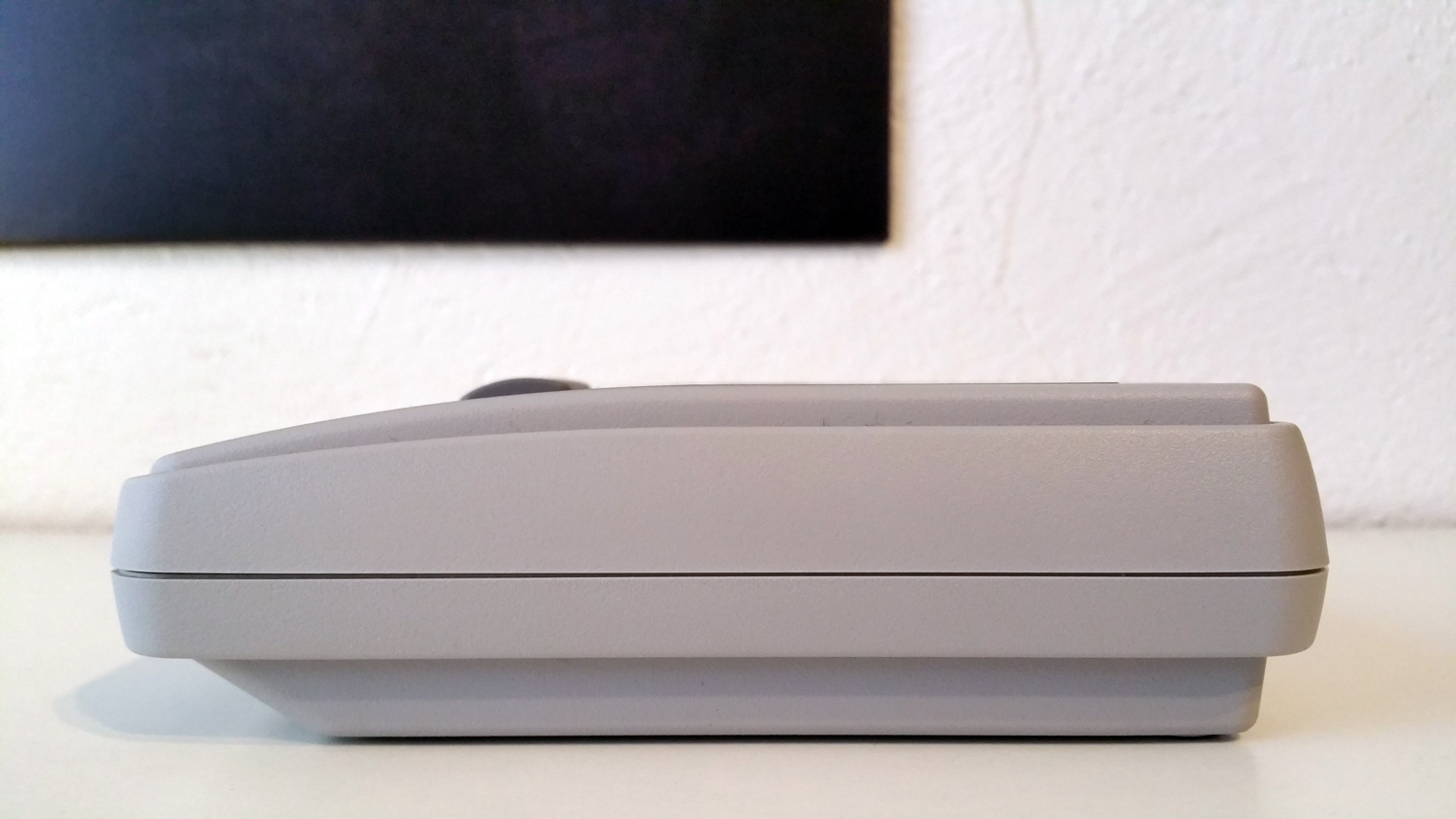
Lado esquerdo
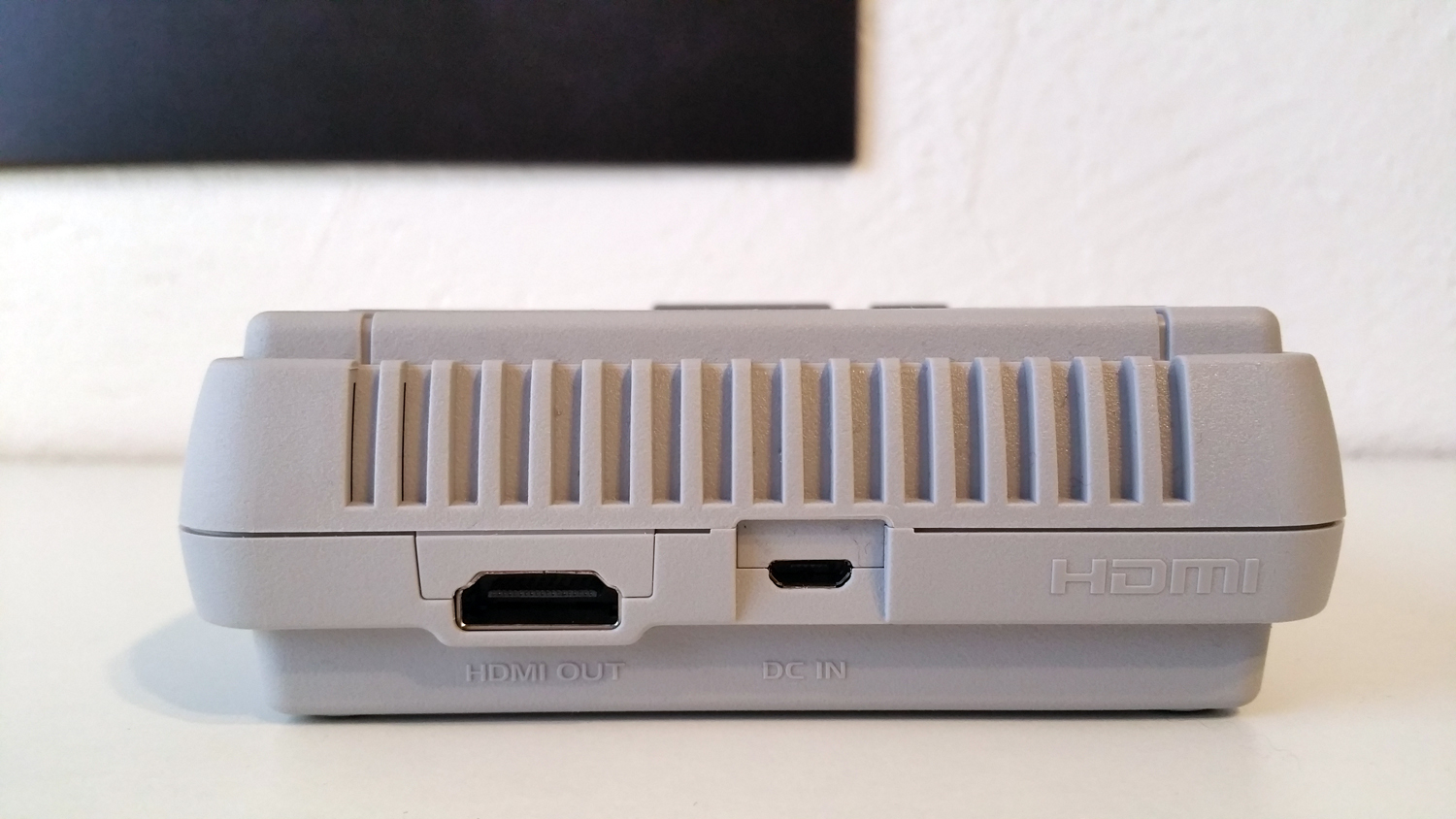
Verso
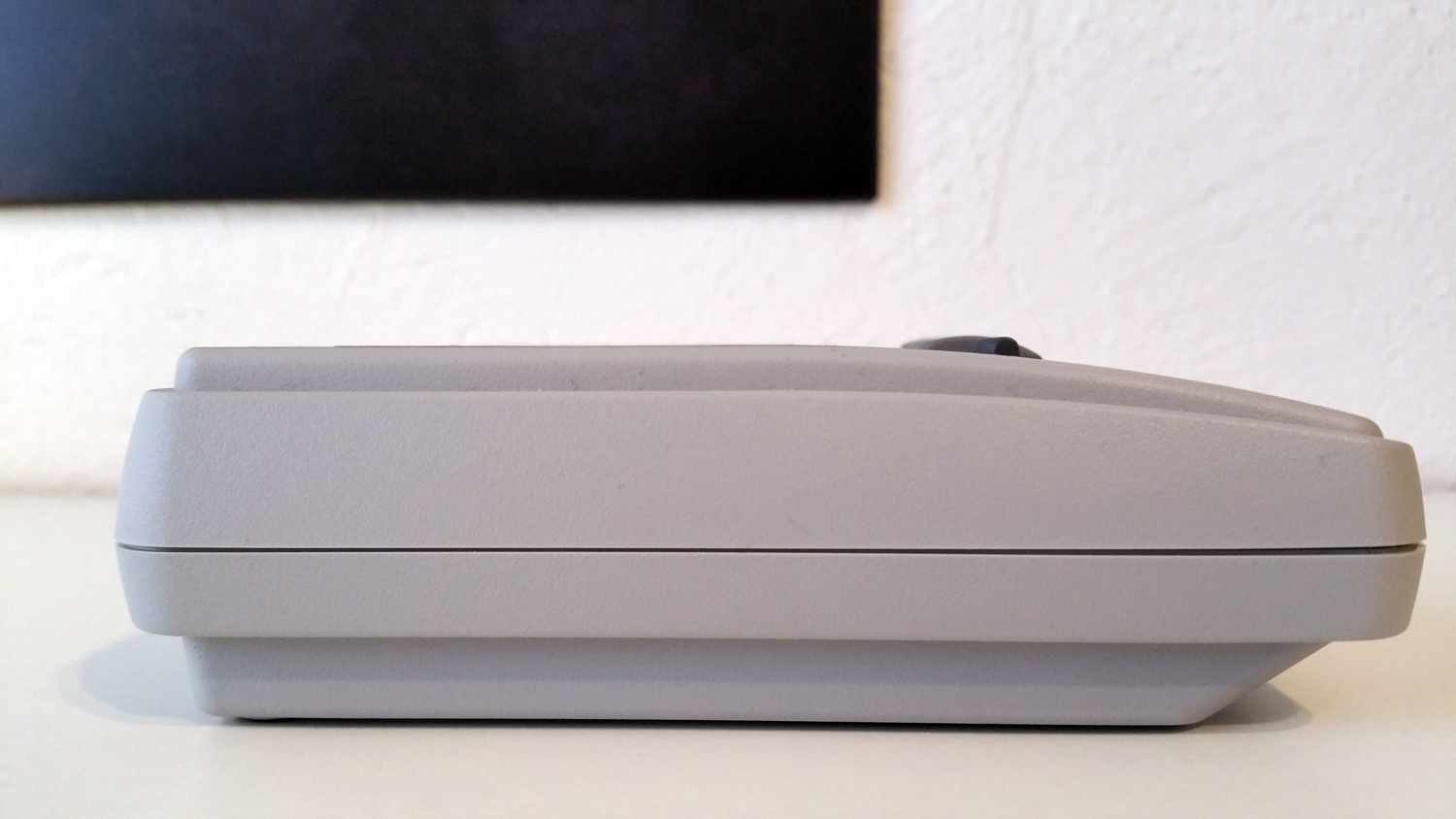
Lado direito
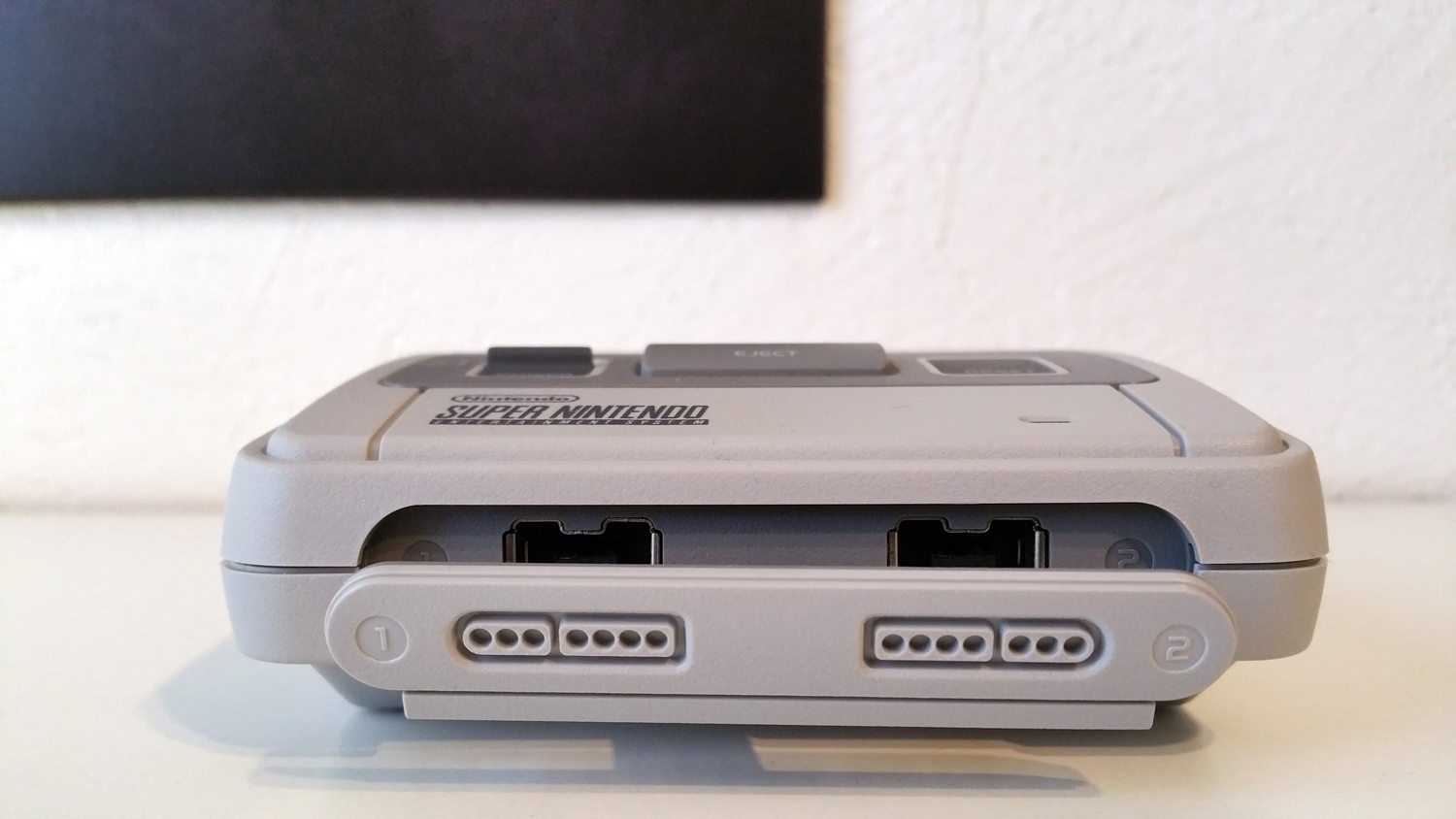
Lado Frontal (Aberto)
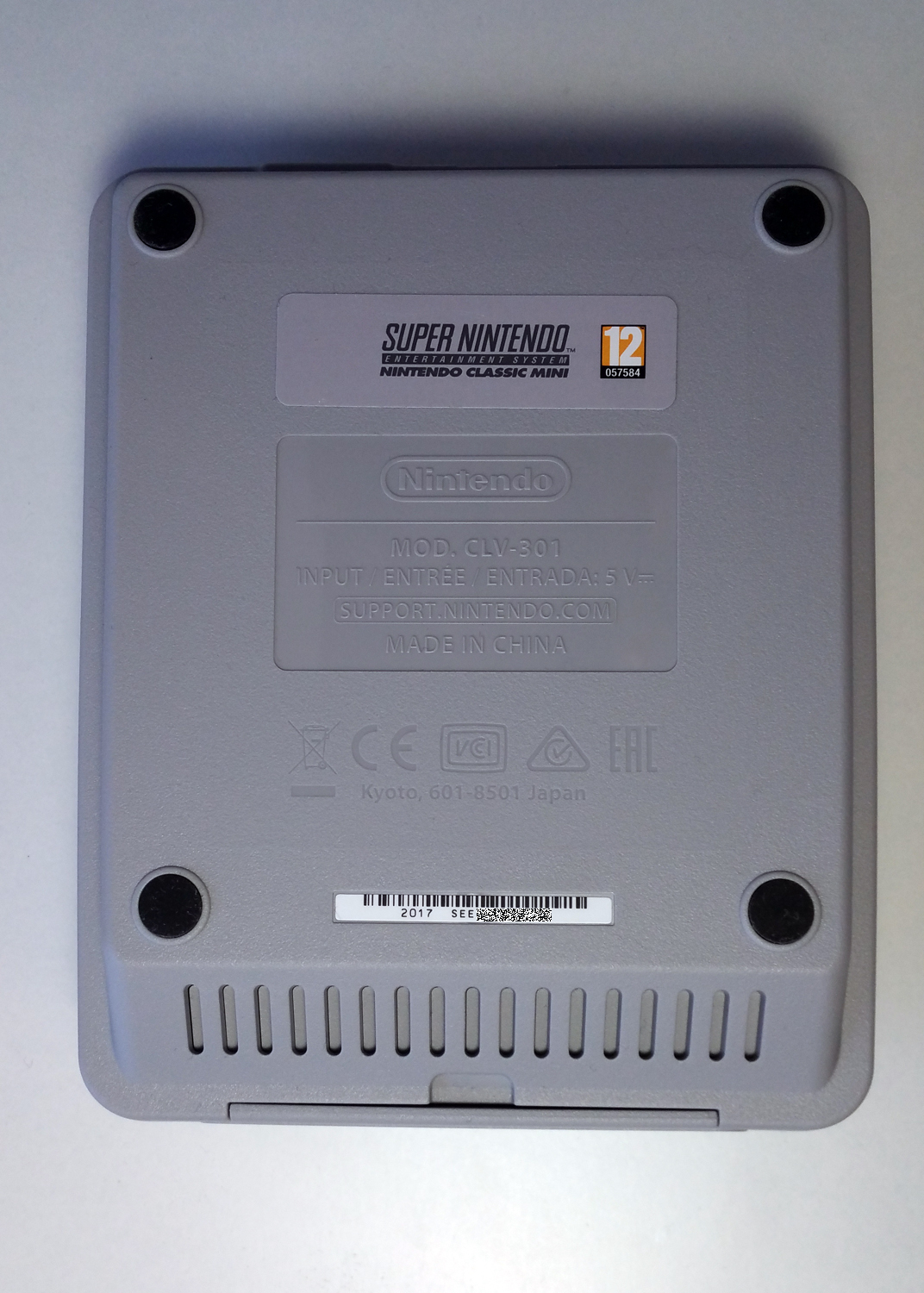
Lado inferior
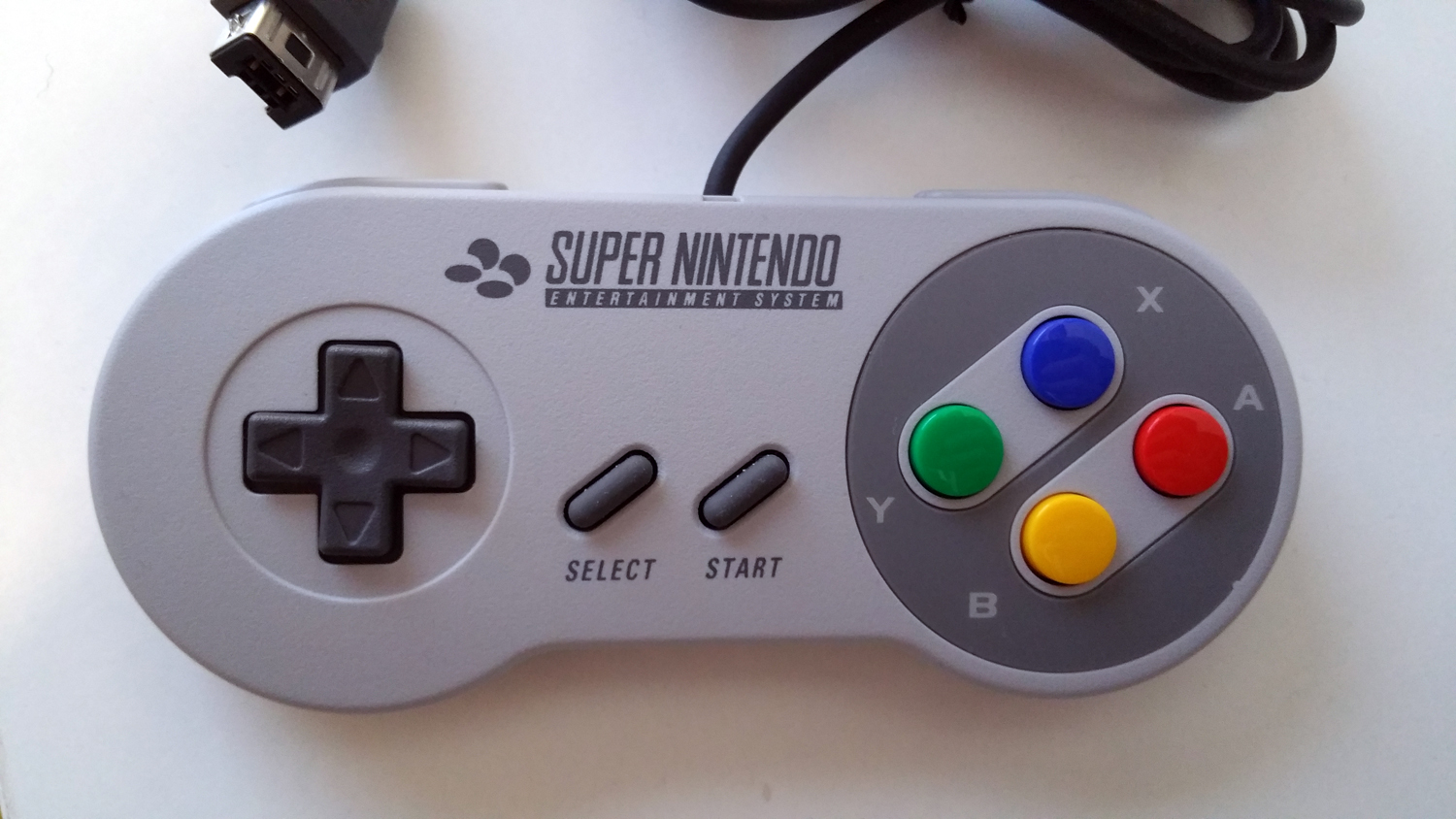
Parte frontal do controle
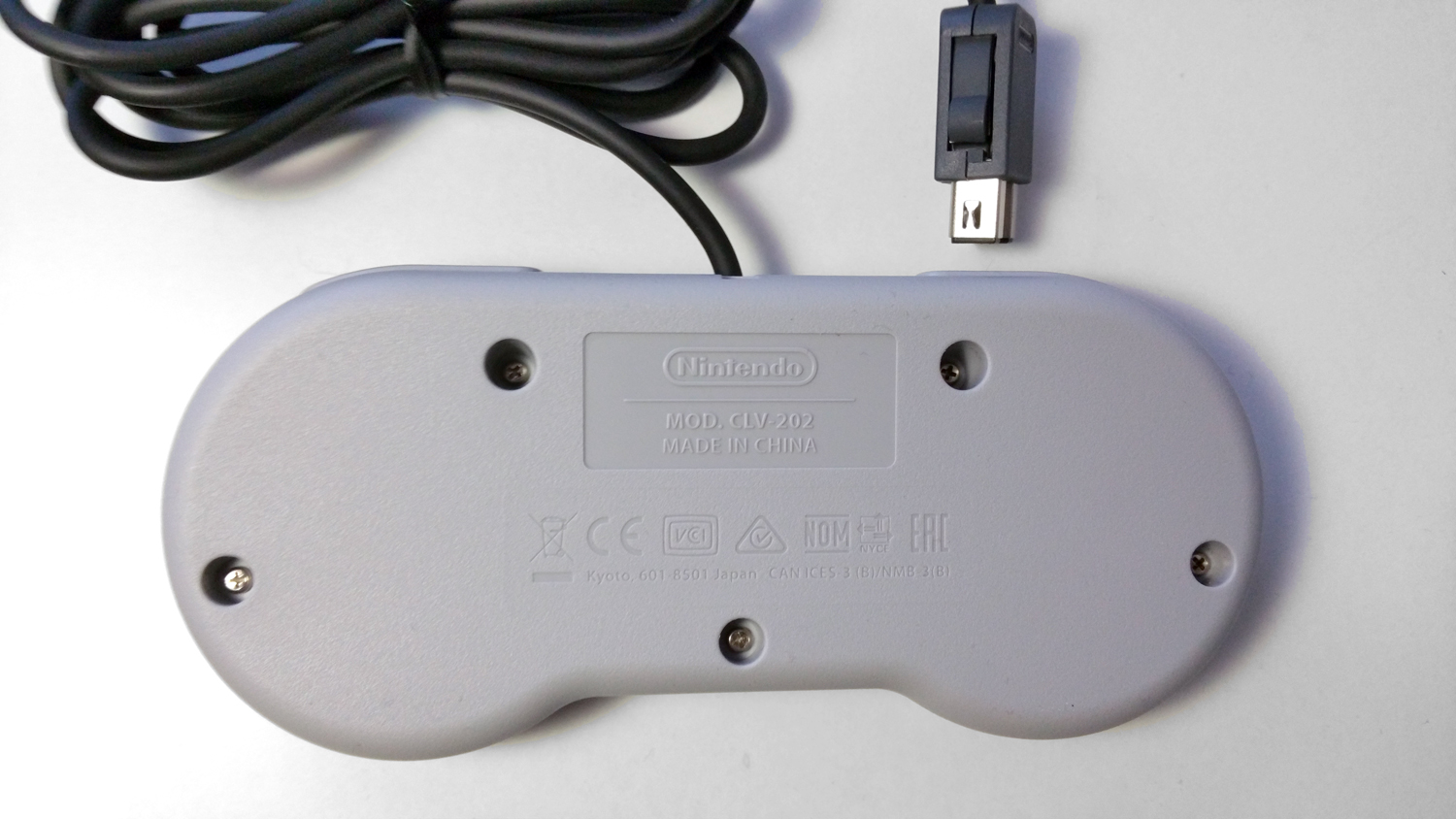
Parte traseira do controle

## Futuro
De acordo com a Nintendo, atualmente não há planos para um Nintendo 64 Classic Mini. Doug Bowser, atual presidente da Nintendo of America, disse que "Nosso foco agora está absolutamente em nossas plataformas dedicadas, como Nintendo Switch Lite e nosso carro-chefe Nintendo Switch ."  Reggie Fils-Aimé disse: "Para nós, essas foram oportunidades de tempo limitado que foram uma forma de fazermos uma ponte entre a conclusão do Wii U como um sistema de hardware e o lançamento do Nintendo Switch. Esse foi o motivo estratégico pelo qual lançamos o sistema NES Classic. "

## Literatura
- Andreas Zintzsch: Nintendo Classic Mini SNES: Cheats, Tipps und Tricks. Bildner Verlag, Passau 2018, ISBN 978-3-8328-0300-1    .